# Chathamaka andrei
Chathamaka andrei – gatunek pluskwiaka z rodziny szrońcowatych i podrodziny Cixiinae. Jedyny z monotypowego rodzaju Chathamaka.
Gatunek i rodzaj opisane zostały w 1999 roku przez Marie-Claude Larivière.
Samce osiągają od 4,33 do 4,83 mm, a samice od 5 do 5,58 mm długości ciała. Podstawowe ubarwienie ciała jest żółtawobrązowe z ciemniejszą głową, przedpleczem i śródpleczem. Głowa ma jaśniejszy od czoła zaustek z blado żółtawobrązowym żeberkiem środkowym. Na brązowym czole widnieje blado żółtawobrązowe, rozwidlone w pobliżu połowy długości żeberko środkowe. W 90% tak długie jak szerokie, brązowe ciemię charakteryzują żółtawe krawędzie, głęboko V-kształtne wcięcie u nasady i V-kształtny lub nieco M-kształtny, poprzeczny, blado żółtawy kil, połączony parą krótkich żeberek z przednią krawędzią. Oczy są normalnie wykształcone, a środkowe przyoczko ma żółtawy kolor. Brązowe przedplecze ma jasnożółtawobrązowe brzegi i żeberka: podłużne środkowe i parę zakrzywionych zaocznych. Na brązowym, rozjaśnionym ku szczytowi śródpleczu występują 3 żeberka podłużne. Przednie skrzydło ma 25 szypułek szczeciowych na koście. Odnóża są jasnożółte z czarniawymi pazurkami i kolcami na goleniach. U samca edeagus ma 4 wyrostki kolczaste osadzone u nasady flagellum, a lewy sztylet genitalny jest L-kształtny.
Takson endemiczny dla nowozelandzkiej wyspy Pitt w archipelagu Chatham. Spotykany na nadbrzeżnych nizinach, w młodym lesie z dominacją Dracophyllum, na pobrzeżach lasów, w zakrzaczeniach roślin takich jak Brachyglottis huntii, Coprosma chathamica, Melicytus chathamicus, Myoporum, a także wśród roślinności zielnej i trawiastej. Owady dorosłe obserwuje się od listopada do lutego.